# 丹尼斯·密契森
丹尼斯·密契森（英語：Denis Mitchison，1919年9月6日—2018年7月2日）是一位英国细菌学家，英國醫學研究委員會研究员。

## 个人生活
丹尼斯·密契森的父亲是英國工黨政治家狄克·密契森，母亲是作家内奥米·密契森，母亲娘家姓“霍尔丹”，舅舅是遗传和进化生物学家J·B·S·霍尔丹，外祖父是生理学家约翰·斯科特·霍尔丹，两个弟弟默多克·密契森和阿夫里奥·密契森都是动物学家。